# Copelatus longicornis
Copelatus longicornis är en skalbaggsart som beskrevs av Sharp 1882. Copelatus longicornis ingår i släktet Copelatus och familjen dykare. Inga underarter finns listade i Catalogue of Life.